# オリバー・オークス
オリバー・オークス（Oliver Oakes、1988年1月11日 - ）は、イングランド出身のレーシングチーム経営者、元レーシングドライバー。 
2015年にハイテック・グランプリを創設し、同チームのオーナー兼CEOとして知られる。2024年8月から2025年5月までフォーミュラ1（F1）のアルピーヌ・レーシングのチーム代表を務めた。

## 経歴
オークスはイーリーの司教座聖堂学校であるキングズ・スクール（現在のキングズ・イーリー）で学んだ。

### ドライバー
オークスの父、ビリー・オークスは、ユーロテック・モータースポーツ（Eurotek Motorsport）というレーシングチームを創設し、1999年から2008年にかけてイギリス・フォーミュラ・ルノー選手権に参戦させていた人物である。
オークス自身は1995年からレーシングカートを始め、12歳（2000年頃）までにイギリス・オープン選手権のカデットクラスでチャンピオンタイトルを2回（1998年・1999年）に渡って獲得し、2005年、17歳の時にブラガで開催された世界カート選手権で優勝した。この勝利は同レースの当時の最年少優勝記録であると同時に、バルテリ・ボッタス、ジュール・ビアンキ、エドアルド・モルタラら、同世代の有力なカート選手たちを破って獲得したもので、この活躍により、オークスはレッドブル・ジュニアチームに抜擢され、レッドブルから育成ドライバーとしての支援を受けられるようになった。
2006年に四輪の自動車レースにステップアップし、イギリス・フォーミュラ・BMW選手権への参戦を始めた。カーリン・モータースポーツから参戦したオークスは、デビュー戦をポール・トゥ・ウィンで飾った。オークスは最終的に4回の表彰台を獲得し、デビューシーズンをランキング6位で終えた。この活躍により、同年のマクラーレン・オートスポーツ・BRDC・アワードの候補にも選出された。
翌2007年はフォーミュラ・ルノーのノーザンヨーロッパカップ選手権とユーロカップ選手権にフル参戦し、それぞれランキング4位と12位でシーズンを終えた。
2008年はイギリス・F3選手権にステップアップしたものの、前年限りでレッドブルからの支援は打ち切られたことから、父ビリーのユーロテック・モータースポーツから数戦にスポット参戦し（同チームがF3に参戦したのはこの年のみ）、ドニントン・パークで開催された最終ラウンドでポールポジションを獲得した。
2009年はカーリンに再加入して引き続きイギリスF3に参戦したが、最初の2ラウンドを終えた後、契約上の問題によりチームから離脱した。2009年の残りの期間は、翌年からの開催が決まっていたGP3のテストドライバーとして過ごした。その流れで、オークスはGP3の初年度である2010年シーズンにアテック・CRS GP（この時のチーム代表はデビッド・ヘイル）から参戦したが、全戦に参戦したにもかかわらず1ポイントも獲得できず、ランキングは28位に終わり、この年限りでレーシングドライバーを引退した。
レーシングドライバーとしてのオークスは、カートで活躍して将来を有望視されていたものの、四輪レースで結果を残すことはできずに終わるというものとなった。

### チーム経営者

#### ハイテックGP設立
オークスは2011年にカートレースのチームとして、チーム・オークス・レーシングを設立した。このチームからはカラム・アイロット、マーカス・アームストロングといった後の有力ドライバーも走ったが、このチームでニキータ・マゼピンを走らせたことが、オークスにとっては後々意味を持つことになった。
2015年、27歳の時に、かつてのハイテック・レーシングの創設者で旧知のデビッド・ヘイル（David Hayle）とともにハイテック・グランプリを新たに設立した。
2016年にARTグランプリ（の子会社）と提携し、ヨーロッパ・フォーミュラ3選手権に進出して、初年度にジョージ・ラッセル、ニキータ・マゼピンらを起用した。また、この年からチームはマゼピンの父であるドミトリー・マゼピンが経営しているウラルカリからの支援を受けるようになり、F3チームの中で最大と言われるほどの潤沢な資金を背景として活動を行った。
ハイテックは2017年に技術部門のハイテック・テクノロジーズを設立してシルバーストンに開発拠点を置き、F1のベテランエンジニアであるマーク・スミスをその責任者に充てて体制の強化を行った。チーム設立間もないこの時期から他のカテゴリーへの進出を始め、2020年シーズンからフォーミュラ2にも進出するなどして活動範囲を広げ、参戦した全てのカテゴリーで優勝を記録するという活躍をしている。
2021年までの活動期間だけでも、後にF1までステップアップしたドライバーとして、ラッセル（F3）、マゼピン（F3、F2）、ジャック・ドゥーハン（F3）のほか、レッドブルとの関係から、その育成ドライバーである角田裕毅（マカオGPのみ）、リアム・ローソン（F3、F2）がオークスの監督下で走った

#### ハイテックの所有権取得（2022年）
ニキータ・マゼピンの父であるドミトリーは、2018年以降、キプロスに設立した投資会社のフンゴサ・マネージメント社（Fungosa Management Limited）、バーグトン・マネージメント社（Bergton Management Limited）を介してハイテック・グランプリ社（Hitech Grand Prix Limited）の株式を取得していき、2022年初めの時点で全株式の75%以上を取得して実質的なオーナーとなっていた。
しかし、2022年2月15日、ドミトリーはハイテック・グランプリの株式を突如としてオークスに譲渡した。これはロシアによるウクライナ侵攻が始まる9日前の出来事だった。侵攻当日の2月24日、ドミトリーは同日にクレムリンに招集された約40名のオリガルヒの一人であったことも明らかになり、侵攻を主導したロシア大統領のウラジーミル・プーチンに非常に近い人物と目された。開戦直後の時点で、ドミトリーは欧州連合（EU）による経済制裁の対象リストにこそ名前が載らなかったものの、そうしたことが忌避され、当時ニキータ・マゼピンを走らせていたハースF1チームも、3月5日にマゼピンのドライバー契約とウラルカリのスポンサー契約の両方を即時解除し、ドミトリーらは実質的に追放されることになった。ハースがマゼピンの解雇を発表した数日後の3月10日にEUは制裁対象者のリストを更新し、マゼピン親子はEU域内での資産凍結や渡航制限（入国制限）といった制裁の対象となった。
ハイテックもまた大口スポンサーのウラルカリを失ったが、ドミトリーからの株式譲渡により、オークスは自身が保有していた分とを合わせてハイテック・グランプリの株式の100%を取得したと言われており（少なくとも議決権付き株式の75%以上を取得）、チームを完全に掌握することになった。

#### F1進出計画（2023年）
2023年2月、国際自動車連盟（FIA）はフォーミュラ1（F1）の2026年シーズンに向けて新規参戦チームの募集を始めた。同年6月、オークスはハイテックとして正式に募集への応募を表明し、その財政的な基盤を固めるため、カザフスタンのビリオネアであるウラジミール・キムにチーム株式の25%を売却した。
ハイテックによるF1新規参戦の申請は、同年9月までに却下された。しかし、オークスはその後もF1参戦を諦めず、翌2024年7月17日にハイテックを再編し、ジュニア・フォーミュラで活動する従来の部署とは別に、F1参戦を目指すプロジェクトチームとして「ハイテック・26」を立ち上げた。
2024年12月、トヨタ・ガズー・レーシング（TGR）との提携を発表。TGRの所属ドライバーで、2025年にARTグランプリからF2に参戦する宮田莉朋の活動を支援する方針を明らかにした。

#### アルピーヌF1
2024年7月31日、アルピーヌF1のチーム代表に就任することが発表された。36歳で就任することになり、近年では2005年に31歳でレッドブル・レーシングのチーム代表になったクリスチャン・ホーナーに次いで、2番目に若いチーム代表となる。
2025年5月7日、チーム代表を辞任することを発表した。

## 人物

### レッドブルとの関係
レッドブルの育成プログラムにオークスを起用したヘルムート・マルコは、オークスのことを「カートではスターだったが、四輪ではパっとしない成績に終わったドライバー」の典型例として挙げている。ドライバーから引退した後のオークスはマルコと良好な関係を保っており、ハイテック・グランプリは多くのレッドブル育成ドライバーを走らせている（専属というわけではなく他のF1チームや自動車メーカーの育成ドライバーも走らせている）。
レッドブルはあくまでハイテックのパートナーのひとつなので、ドライバー起用については必ずしも同じ方針を採るわけではない。2022年6月、レッドブルの育成ドライバーのユーリ・ビップスがプライベートのオンラインゲーム中の不適切な発言によってレッドブルから即座に契約解除されるという出来事があった。この際、ビップスはハイテックからF2に参戦していたが、オークスは（ビップスの言動を許容するわけではないとしつつ）名誉挽回の機会を与えるべきだと述べ、ビップスの起用継続を表明した。ビップスの発言は人種差別や同性愛者への差別を伴うものであったことから、オークスのこの決定はF2の主催者からの反発も招いたが、オークスはビップスを2022年シーズンの最終戦まで走らせた。
F1の2024年シーズンの開幕を前に、レッドブル・レーシングのチーム代表クリスチャン・ホーナーのスキャンダルが持ち上がった際、ホーナーが解任された場合の後任の有力候補としてオークスの名前が噂されていた。

## レース戦績

### 略歴
| 年   | シリーズ                                         | チーム                         | レース | 勝利 | PP   | FL   | 表彰台 | ポイント | 順位  |
| ---- | ------------------------------------------------ | ------------------------------ | ------ | ---- | ---- | ---- | ------ | -------- | ----- |
| 2005 | フォーミュラ・ルノー2.0 UK ウィンターシリーズ    | Team AKA                       | 不明   | 不明 | 不明 | 不明 | 不明   | 26       | 15位  |
| 2006 | フォーミュラ・BMW UK                             | カーリン・モータースポーツ     | 18     | 1    | 2    | 不明 | 4      | 148      | 6位   |
| 2006 | フォーミュラ・BMW ADAC                           | ADACベルリン・ブランデンブルク | 2      | 0    | 0    | 0    | 0      | 0        | 25位  |
| 2006 | フォーミュラ・ルノー2.0 ノーザンヨーロッパカップ | モトパーク・アカデミー         | 2      | 0    | 0    | 0    | 0      | 26       | 27位  |
| 2006 | ユーロカップ・フォーミュラ・ルノー2.0            | クラム・コンペティション       | 6      | 0    | 0    | 0    | 0      | 0†       | NC†   |
| 2007 | フォーミュラ・ルノー2.0 ノーザンヨーロッパカップ | モトパーク・アカデミー         | 14     | 0    | 0    | 0    | 5      | 191      | 4位   |
| 2007 | ユーロカップ・フォーミュラ・ルノー2.0            | モトパーク・アカデミー         | 14     | 0    | 0    | 1    | 0      | 32       | 12位  |
| 2008 | イギリス・フォーミュラ3選手権                    | ユーロテック・モータースポーツ | 10     | 0    | 1    | 0    | 0      | 1*       | 19位* |
| 2008 | インターナショナル・フォーミュラ・マスター       | ユーロノヴァ・レーシング       | 2      | 0    | 0    | 0    | 0      | 0        | 41位  |
| 2008 | フォーミュラ3・ユーロシリーズ                    | カーリン・モータースポーツ     | 2      | 0    | 0    | 0    | 0      | 0†       | NC†   |
| 2009 | イギリス・フォーミュラ3選手権                    | カーリン・モータースポーツ     | 4      | 0    | 0    | 0    | 0      | 7        | 18位  |
| 2010 | GP3シリーズ                                      | アテック・CRS GP               | 16     | 0    | 0    | 0    | 0      | 0        | 28位  |

- † : ゲストドライバーとしての出走であるため、ポイントは加算されない。
- * : 参戦したレースの内、一部のラウンドにはゲストドライバーとして参戦したため、ポイントはその他のラウンドで入賞した時の分のみ有効。

### GP3シリーズ
| 年     | エントラント     | 1          | 2          | 3          | 4           | 5           | 6          | 7          | 8         | 9          | 10          | 11         | 12         | 13         | 14         | 15         | 16        | DC   | ポイント |
| ------ | ---------------- | ---------- | ---------- | ---------- | ----------- | ----------- | ---------- | ---------- | --------- | ---------- | ----------- | ---------- | ---------- | ---------- | ---------- | ---------- | --------- | ---- | -------- |
| 2010年 | アテック・CRS GP | CAT FEA 14 | CAT SPR 10 | IST FEA 12 | IST SPR Ret | VAL FEA Ret | VAL SPR 19 | SIL FEA 13 | SIL SPR 8 | HOC FEA 13 | HOC SPR 20† | HUN FEA 16 | HUN SPR 10 | SPA FEA 17 | SPA SPR 10 | MNZ FEA 12 | MNZ SPR 9 | 28位 | 0        |

- 太字はポールポジション、斜字はファステストラップ。(key)